# Lövésztallér

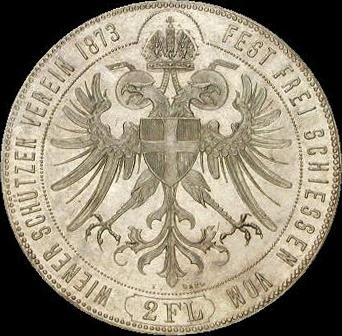
A Bécsi Lövészegylet centenáriumi lövészünnepélyére kiadott lövésztallér hátlapja. (1873)

A lövésztallér (németül: Schützentaler) egyfajta érme-, illetve éremtípus, melyet a lövészünnepélyek sikeres résztvevőinek szokás jutalomként adományozni. A 17. század óta készülnek nagyobb mennyiségben és változatos kivitelben. A tallér elnevezés arra utal, hogy egy részüket valamelyik tallérszabvány szerint verték, de készültek zseton és csegely kivitelben is - ez utóbbi típus főként Szászországban terjedt el. A 19. században sok német állam adott ki  egyleti tallérokat a különféle lövészünnepélyek alkalmából, de a lövésztallérok adományozásának Svájcban és Ausztriában is nagy hagyománya van. Ausztriában a tallérrendszer megszűnése után kétforintos (1 tallér = 2 forint), a korona bevezetése után ötkoronás lövészpénzeket vertek.